# Ordenación jubilar de 1975
La ordenación jubilar de 1975 tuvo lugar el domingo 29 de junio de 1975, donde el papa Pablo VI ordenó a más de 350 hombres como sacerdotes católicos en una ceremonia al aire libre en la Plaza de San Pedro, considerada la ordenación más grande de la historia. Dieciséis de los ordenandos serían obispos y tres de ellos ascendidos al cardenalato.

## Ordenación
En 1973, el papa Pablo VI declaró que 1975 sería un año santo jubilar. El Comité Central para el Año Santo anunció que la ordenación sería parte de la celebración. Los que serían ordenados provenían principalmente de seminarios en Roma, aunque algunos ordenandos viajaron a Roma. Si bien había habido preguntas sobre cómo serían los niveles de participación en el año santo debido a los cambios sociales, para la ordenación, más de 3 millones de peregrinos habían estado en Roma, el doble que en 1950.
La ordenación tuvo lugar el 29 de junio de 1975, festividad de San Pedro y San Pablo y vísperas del 12.º aniversario de la coronación papal de Pablo VI. Veinte obispos concelebraron la misa. En su sermón, el papa llamó a los ordenandos a ser «la sal de la tierra y una luz para el mundo», y los instó a estar cerca de los pobres. Más de 350 hombres fueron ordenados de 50 naciones diferentes, y se estima que asistieron entre 100 000 y 150 000 personas. Treinta y cinco ordenandos eran de América del Norte, treinta y cuatro de África, treinta y seis de Asia, catorce de América Latina, tres de Oceanía y 226 de Europa. Associated Press informó sobre la extensa ceremonia de tres horas y media como la ordenación más grande de la historia.
El accidente del vuelo 66 de Eastern Airlines causó la muerte del padre, la madrastra, un tío y una tía del diácono Millard Boyer, quien iba a ser ordenado para la Diócesis de Lafayette en Luisiana. Se dirigían a la ordenación. El sumo pontífice expresó su pesar por el incidente durante la homilía. La ordenación de Boyer se retrasó, ya que regresó a Estados Unidos para identificar los cuerpos.

## Ordenandos notables
- Cardenal Raymond Leo Burke — arzobispo de San Luis (2004-2008), Prefecto de la Signatura Apostólica (2008-2014)[12]
- Obispo Michael Richard Cote — Obispo de Norwich (2003–2024) [13]
- Obispo Luis Alberto Fernández Alara — Obispo de Rafaela (2013-presente) [14]
- Obispo Gustavo García Naranjo — Obispo de Guarenas (1997-2020)[15]
- Cardenal James Michael Harvey — Prefecto de la Prefectura de la Casa Pontificia (1998-2012), arcipreste de la Basílica de San Pablo Extramuros (2012-presente)[16]
- Obispo Michael Joseph Hoeppner — obispo de Crookston (2007–2021)[17]
- Obispo Jacinto Jose — Obispo de Urdaneta (2005-presente)[18]
- Obispo Leo Laba Ladjar — Obispo de Jayapura (1997-2002) [19]
- Obispo Luigi Mansi — Obispo de Andria (2015–presente)[20]
- Arzobispo J. Michael Miller — Secretario de la Congregación para la Educación Católica (2003-2007), Arzobispo de Vancouver (2009-2025) [21]
- Obispo Michael Mulvey — Obispo de Corpus Christi (2010-presente)[22]
- Obispo Glen Provost — Obispo de Lake Charles (2007–presente)[23]
- Cardenal Malcolm Ranjith — Secretario de la Congregación para el Culto Divino y la Disciplina de los Sacramentos (2005-2009), Arzobispo de Colombo (2009-presente)[24]
- Obispo Joseph Prathan Sridarunsil — Obispo de Surat Thani (2004-2024)[25]
- Obispo José Raúl Vera López — Obispo de Saltillo (2000-2020)[26]
- Obispo Patrick Zurek — Obispo de Amarillo (2008–presente)[27]